# HP TouchPad
A HP TouchPad a HP által gyártott táblagép. A készülék bemutatása 2011. február 9-én történt meg. történt meg. Kijelzője 9,7 hüvelykes, 1024×768 pixeles felbontású kapacitív technológiával működő moultitouch érintőkijelző. A HP táblagépén webOS 3.0 operációs rendszer fut, és hajtásáról egy 1,2 GHz-es kétmagos Snapdragon processzor gondoskodik. A készülék támogatja a  HP TouchStone "Touch-to-Share" proximity alapú megosztás funkcióját, amely lehetővé teszi a kompatibilis készülékek azonnal adat cseréjét a készülékek (megfelelő helyen) egymáshoz érintésével. 2011. július 1-jétől kapható az Egyesült Államokban.

## Hardver
Az érintőtáblán négy fizikai gomb található: a hangerő fel / le az oldalán, a bekapcsoló gombot a tetején, és egy gomb a képernyő alatt, ami a "multitasking" (futó programok megjelenítése) nézethez vezérel. A táblagép bevezetett egy új technológiát, amely lehetővé teszi URL-ek , telefonhívások, és a szöveges üzenetek átvitelét az érintőtábláról HP telefonokra (HP Pre3 vagy a HP Veer) , ha megérinti a telefonnal az erre kijelölt területen a TouchPad-et. Az eszköz a belső sztereó hangszórókkal és a Beats Audio technológiával ellátott. A készülék újratölthető 6300 mAh-s akkumulátort használ, opcionális vezeték nélküli töltésre képes  a TouchStone töltő segítségével, ami egy vezeték nélküli töltés dokkoló. 

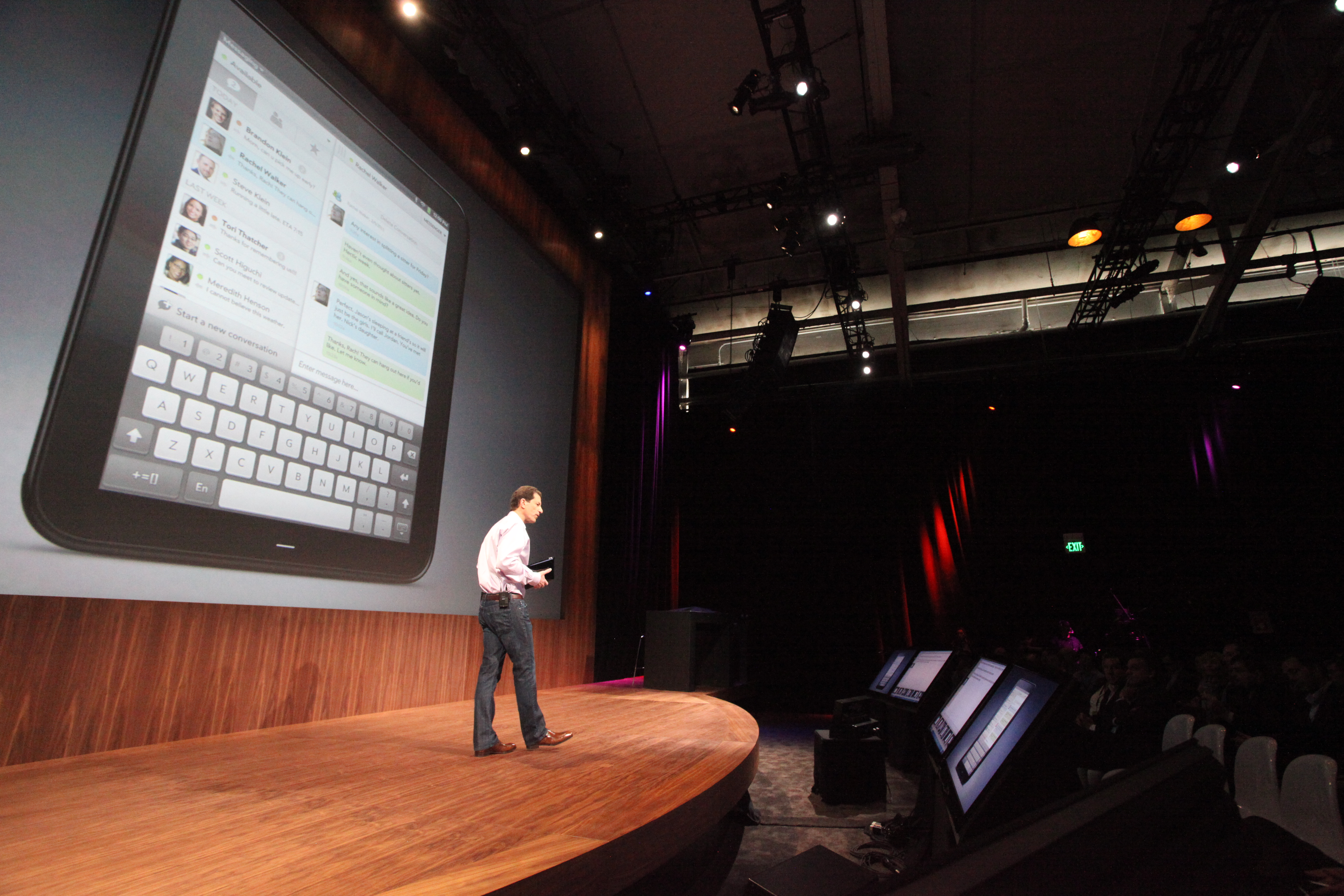
A készülék bemutatása

Választható tartozék egy vezeték nélküli Bluetooth billentyűzet a érintőtáblához, melynek elemtartója maga alá görbül, ami kényelmesebbé teszi a gépelést. A billentyűzet szóköze mellett található egy webOS funkció gomb.

## Szoftver
A gépen webOS 3.0. mobil operációs rendszer fut, amit eredetileg a HP által felvásárolt Palm fejlesztett ki. A WebOS több egyedi funkciót kínál, mint például a kártya-alapú multitasking. Az operációs rendszerrel a teljes weben lehet böngészni.
A TouchPad videó telefonálásra is képes a kompatibilis webOS készülékekkel, és egyaránt alkalmas Skype-os videótelefonálásokra. A gép egy 1,3 megapixeles web-kamerával rendelkezik, amely 1080p felvételt képes készíteni. 
Az érintőgép képes vezeték nélküli nyomtatásra minden új, és a legtöbb régi HP nyomtatóval. A vezeték nélküli nyomtatás hasonló az  IOS 4-en működő Air Nyomtatással, de nem követeli meg egy speciális szoftver letöltését a nyomtatáshoz.

## Műszaki jellemzői
| Modell             | HP TouchPad                                  |                         |
| ------------------ | -------------------------------------------- | ----------------------- |
| Bemutató napja     | 2011. február 9.                             | 2011. február 9.        |
| Képarány           | 4:3                                          | 4:3                     |
| Felbontás          | 1024 × 768 pixel                             | 1024 × 768 pixel        |
| Processzor         | Qualcomm Snapdragon dual-CPU APQ8060 1.2 GHz |                         |
| Flash memória      | 16 GB vagy 32 GB                             | 16 GB vagy 32 GB        |
| Operációs rendszer | webOS3.0                                     | webOS3.0                |
| Akkumulátor        | 6300 mAh                                     | 6300 mAh                |
| Súly               | 740 gramm                                    | 740 gramm               |
| Méretei            | 24 cm × 19 cm × 1,37 cm                      | 24 cm × 19 cm × 1,37 cm |